# Platnickina mneon
Platnickina mneon là một loài nhện trong họ Theridiidae.
Loài này thuộc chi Platnickina. Platnickina mneon được Friedrich Wilhelm Bösenberg & Embrik Strand miêu tả năm 1906.